# Vlexx
 (juin 2023).
La mise en forme du texte ne suit pas les recommandations de Wikipédia : il faut le « wikifier ».
Les points d'amélioration suivants sont les cas les plus fréquents. Le détail des points à revoir est peut-être précisé sur la page de discussion.
- Les titres sont pré-formatés par le logiciel. Ils ne sont ni en capitales, ni en gras.
- Le texte ne doit pas être écrit en capitales (les noms de famille non plus), ni en gras, ni en italique, ni en « petit »…
- Le gras n'est utilisé que pour surligner le titre de l'article dans l'introduction, une seule fois.
- L'italique est rarement utilisé : mots en langue étrangère, titres d'œuvres, noms de bateaux, etc.
- Les citations ne sont pas en italique mais en corps de texte normal. Elles sont entourées par des guillemets français : « et ».
- Les listes à puces sont à éviter, des paragraphes rédigés étant largement préférés. Les tableaux sont à réserver à la présentation de données structurées (résultats, etc.).
- Les appels de note de bas de page (petits chiffres en exposant, introduits par l'outil «  Source ») sont à placer entre la fin de phrase et le point final[comme ça].
- Les liens internes (vers d'autres articles de Wikipédia) sont à choisir avec parcimonie. Créez des liens vers des articles approfondissant le sujet. Les termes génériques sans rapport avec le sujet sont à éviter, ainsi que les répétitions de liens vers un même terme.
- Les liens externes sont à placer uniquement dans une section « Liens externes », à la fin de l'article. Ces liens sont à choisir avec parcimonie suivant les règles définies. Si un lien sert de source à l'article, son insertion dans le texte est à faire par les notes de bas de page.
- La présentation des références doit suivre les conventions bibliographiques. Il est recommandé d'utiliser les modèles {{Ouvrage}}, {{Chapitre}}, {{Article}}, {{Lien web}} et/ou {{Bibliographie}}. Le mode d'édition visuel peut mettre en forme automatiquement les références.
- Insérer une infobox (cadre d'informations à droite) n'est pas obligatoire pour parachever la mise en page.

Pour une aide détaillée, merci de consulter Aide:Wikification.
Si vous pensez que ces points ont été résolus, vous pouvez retirer ce bandeau et améliorer la mise en forme d'un autre article.

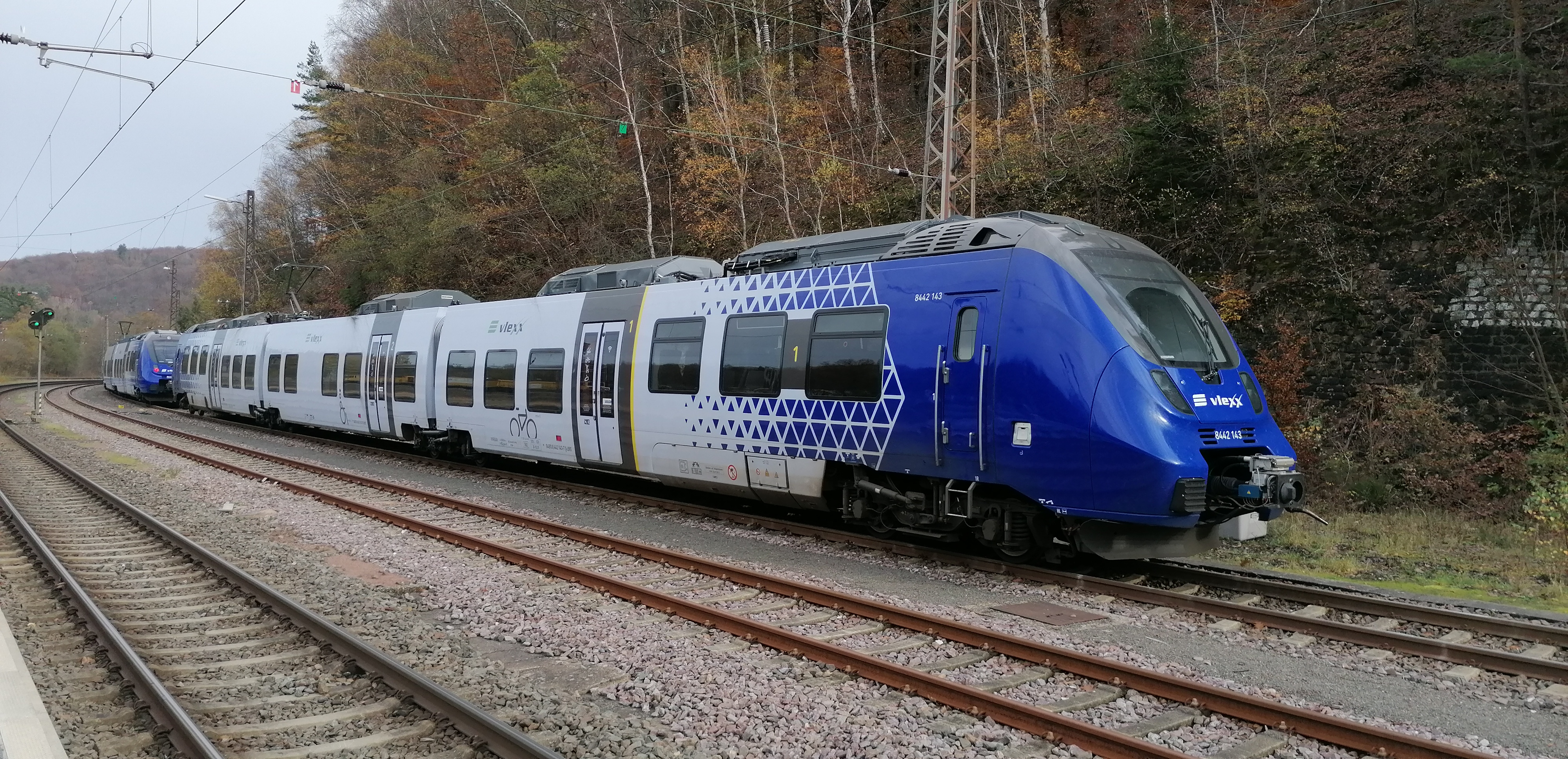
Autorail vlexx

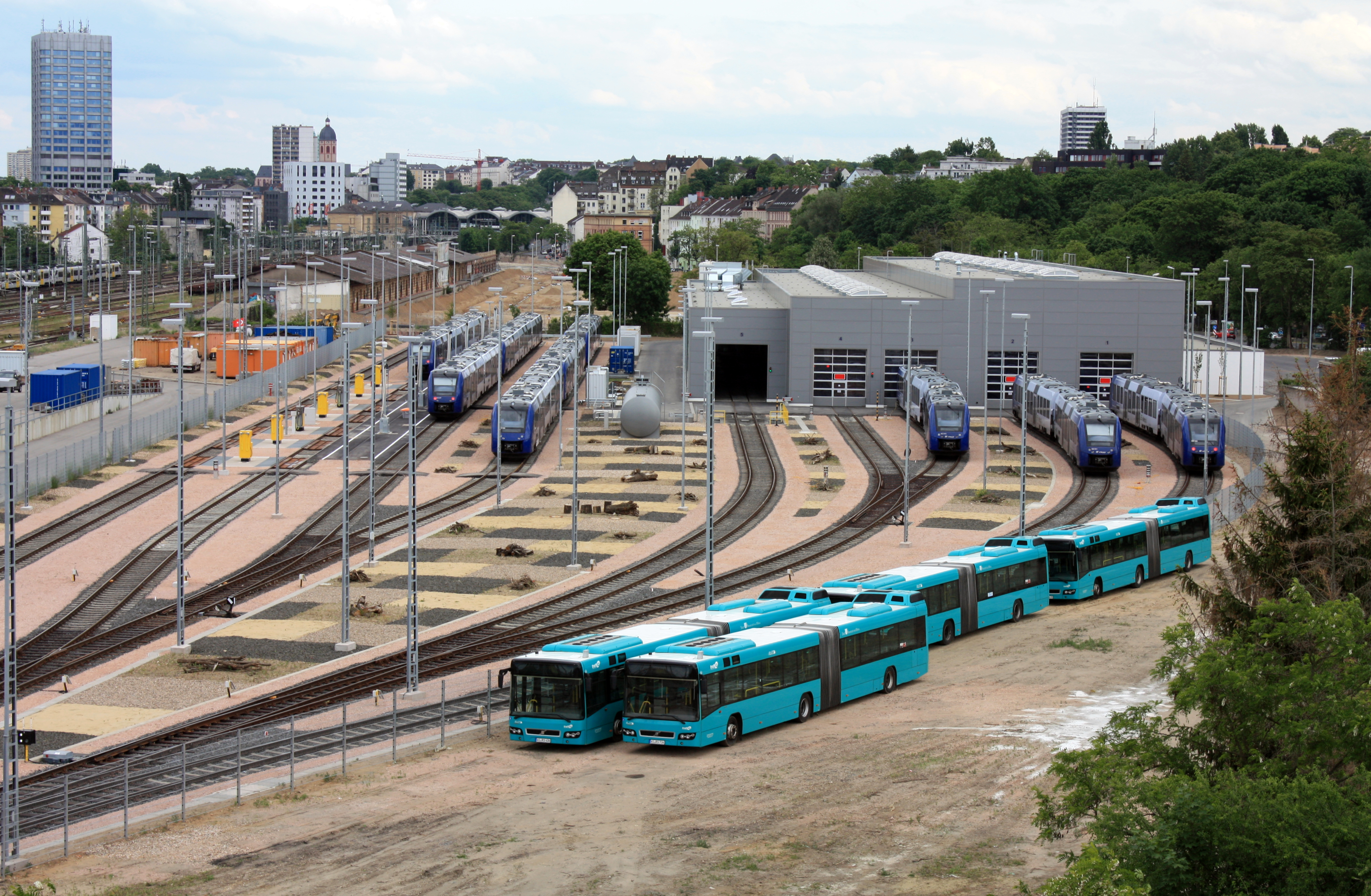
Dépôt de vlexx à Mayence

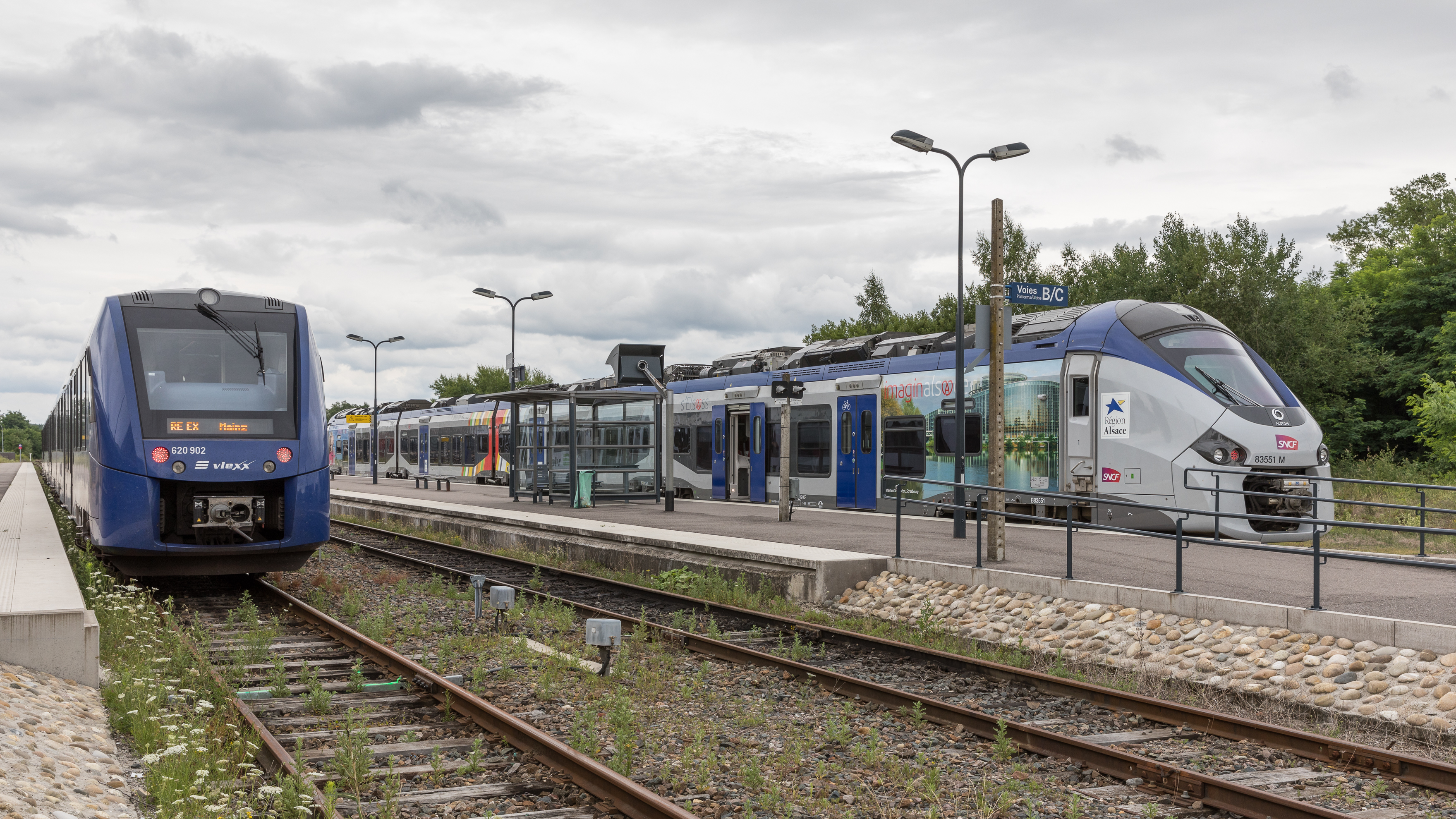
Gare de Wissembourg avec TER vers Strasbourg et vlexx RE (express régional) vers Mayence

La vlexx GmbH est une société à responsabilité limitée dans le domaine des chemins de fer avec siège à Mayence. C’est une filiale de la ligne de la vallée de la Regen (de), elle-même appartenant, depuis 2011, à la société ferroviaire de l’État italien Ferrovie dello Stato Italiane. Le nom « vlexx » est un abrégé allemand de Vier-Länder-Express, en français : « Express des quatre pays », car quatre régions sont desservies : la Rhénanie-Palatinat, la Sarre, la Hesse ainsi que l’Alsace avec une ligne vers Wissembourg.

## L’entreprise
L’entreprise fut créée en 2012 sous le nom de « DNSW » pour fournir un service ferroviaire entre les villes de Mayence, Coblence, Worms, Kaiserslautern, Idar-Oberstein ainsi que Sarrebruck et Francfort-sur-le-Main. S’y ajoutèrent en période estivale deux liaisons touristiques vers Wissembourg en Alsace et vers Neubrücke sur la Nahe.
En 2014 un nouveau nom devait être trouvé et le public pouvait y participer. Finalement le Vier-Länder-Express dans sa version courte « vlexx » fut adopté.

## Histoire
La Regentalbahn (Sté de chemin de fer de la vallée du Regen) remporta fin février 2012 l’appel d’offres allemand pour le réseau Diesel Sud-Ouest – Section 2. Selon ce contrat, cette entreprise assurera dès l’entrée en vigueur des horaires de 2014/2015, et jusqu’à juin 2037, un service sur différentes lignes de la région, équivalant à 6,1 millions de km par an, puis augmentée en 2016 à 6,4 millions de km. Il s’agit essentiellement de lignes non électrifiées, mais également de l’accès à des villes importantes et à l’aéroport de Francfort.
Le service est assuré par 63 automotrices diesel du type LINT 54 et LINT81. Pour cela, la Regentalbahn créa sa filiale appelé vlexx (à la suite d’un concours de 2014) et les nouvelles voitures circulaient dès cette même année sur le réseau.
La période de la première mise en service des trains vlexx ne fut pas sans difficultés. Ainsi, à la suite du nombre insuffisant de conducteurs de trains, vlexx dut sous-traiter certains trains fin 2014 à la DB Regio (de), l’ancien exploitant. Il y fut aussi d’importants retards et annulations conduisant à la publication d’un horaire d'urgence.
Le 9 janvier 2017, vlexx remporta un autre appel d’offres, celui du réseau Electrique Sarre-RB – Section 2, concernant les lignes régionales de la Sarre, avec 21 autorails du type Talent 3 (de).

## Réseau desservi par vlexx
| Ligne | Cours                                                                        | Remarque                                                                                           |
| ----- | ---------------------------------------------------------------------------- | -------------------------------------------------------------------------------------------------- |
| RE 2  | Koblenz – Mainz – Frankfurt                                                  | seulement des pairs de train individuels; desservi en grandes parties par DB Regio                 |
| RE 3  | Frankfurt – Mainz – Idar-Oberstein – Saarbrücken                             | intervalle de deux heures entre Francfort-sur-Main et Mayence; service horaire à partir de Mayence |
| RE 4  | Frankfurt – Frankfurt-Höchst – Mainz – Worms                                 | seulement des pairs de train individuels; desservi en grandes parties par DB Regio                 |
| RE 13 | Frankfurt – Mainz – Alzey – Kirchheimbolanden                                | |
| RE 15 | Bodenheim – Mainz – Bad Kreuznach – Kaiserslautern                           | un seul pair de train                                                                              |
| RE 17 | Koblenz – Bingen – Bad Kreuznach – Kaiserslautern                            | |
| RB 31 | Mainz – Alzey – Kirchheimbolanden                                            | |
| RB 33 | (Wiesbaden – / Worms – / Frankfurt –) Mainz – Bad Kreuznach – Idar-Oberstein | |
| RB 34 | (Bad Kreuznach –) Kirn – Idar-Oberstein – Baumholder                         | |
| RB 35 | Worms – Alzey – Bingen                                                       | seulement des pairs de train individuels; desservi en grandes parties par DB Regio                 |
| RB 53 | Neustadt an der Weinstraße – Wissembourg                                     | seulement des pairs de train individuels; desservi en grandes parties par DB Regio                 |
| RB 72 | Saarbrücken – Illingen – Lebach-Jabach                                       | |
| RB 73 | Saarbrücken – Neunkirchen – Neubrücke                                        | |
| RB 74 | Homburg – Neunkirchen – Illingen                                             | |
| RB 76 | Saarbrücken – Neunkirchen – Homburg                                          | |
| RE WX | Koblenz – Bad Kreuznach – Neustadt an der Weinstraße – Wissembourg           | « Weinstraßen-Express » (seulement les dimanches et jours fériés entre avril et octobre)           |
| RE EX | Mainz – Worms – Frankenthal – Neustadt an der Weinstraße – Wissembourg       | « Elsass-Express » (seulement les dimanches et jours fériés entre avril et octobre)                |

En outre, des services d'échange avec DB Regio sont proposés du lundi au vendredi sur la ligne RB 71 entre Sarrebruck et Trèves, qui servent à transférer les véhicules vers le dépôt DB Regio de Trèves. Les trains TALENT 3 y sont entretenus et maintenus. Pour l'année 2025, il s'agit des trains 76796, 76797, 76798 et 76799. En contrepartie, DB Regio prend en charge des trajets occasionnels sur la RB 73 du lundi au vendredi.,